# Вийдумяэ
Ви́йдумяэ (эст. Viidumäe) — заповедник в Эстонии, на острове Сааремаа.
Заповедник Вийдумяэ был основан в 1957 году для охраны приморских ландшафтов. Площадь составляет 1 846 га. Заповедник занимает наиболее приподнятую окраину Западно-Сааремааской возвышенности. Рельеф представлен плато (в западной части Сааремааской возвышенности) и равниной, которая крутым уступом расположена ниже плато и имеет древние береговые образования.
Флора заповедника достаточно богатая — насчитывается 683 вида растений. Здесь произрастают старовозрастные сосновые леса с примесью дуба, вересковые леса, брусничники, ольховые топи. Встречаются эндемичные и редкие виды: эзельский погремок, рябина ария. В составе фауны здесь обитают: более 30 видов млекопитающих (европейская косуля, обыкновенная белка, барсук), 200 видов птиц (лесной конёк, зяблик, лесной жаворонок), 4 — пресмыкающихся, 5 — земноводных. Заповедник активно посещается туристами.